# Armodorum senapatianum
Armodorum senapatianum är en orkidéart som beskrevs av Sandhyajyoti Phukan och A.A.Mao. Armodorum senapatianum ingår i släktet Armodorum och familjen orkidéer. Inga underarter finns listade i Catalogue of Life.